# Soudley
Soudley – wieś w Anglii, w hrabstwie Gloucestershire, w dystrykcie Forest of Dean. Leży 20 km na południowy zachód od miasta Gloucester i 167 km na zachód od Londynu.